# Cassidy Freeman

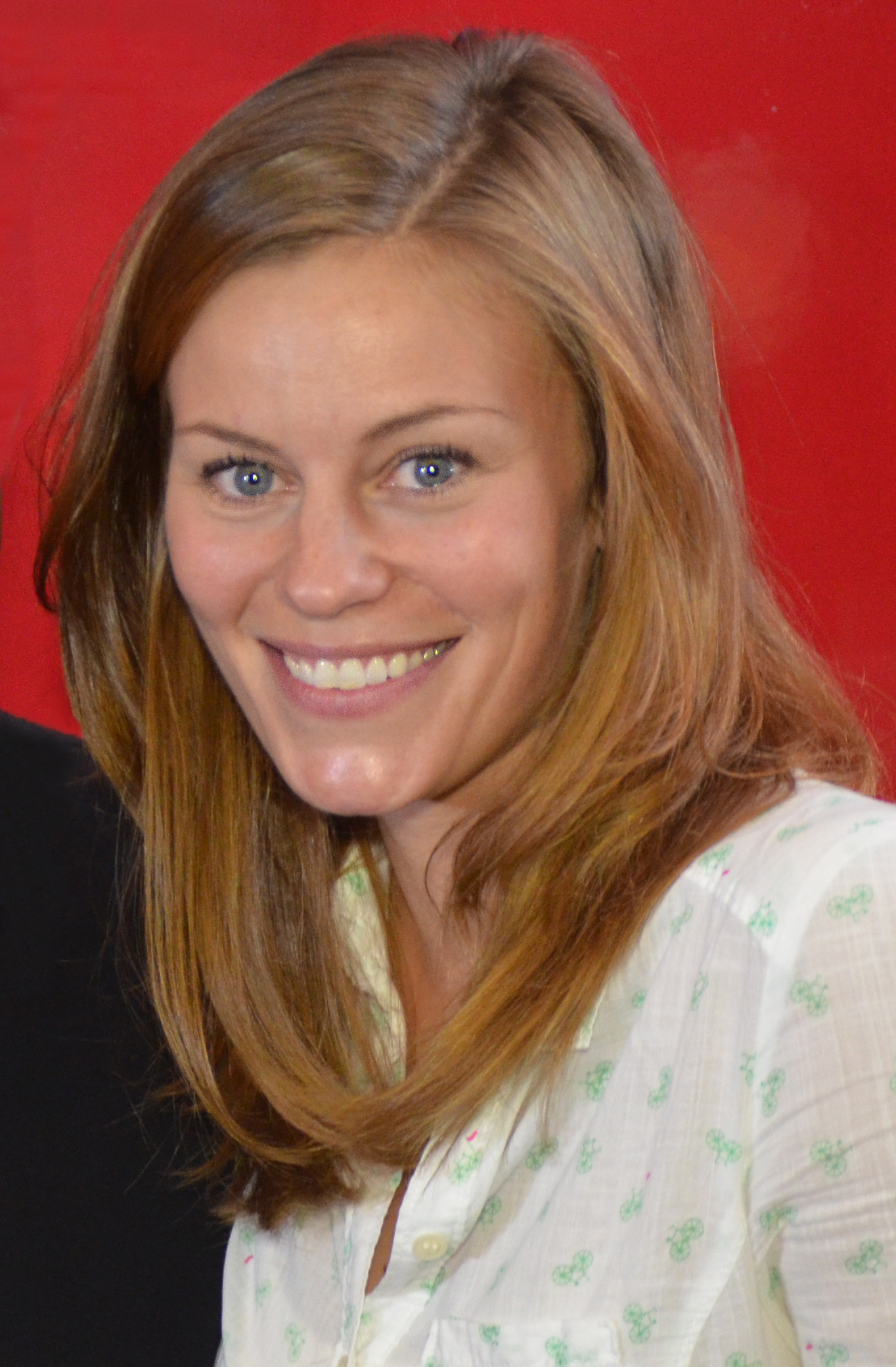
Cassidy Freeman (2014)

Cassidy Freeman (* 22. April 1982 in Chicago, Illinois) ist eine US-amerikanische Schauspielerin und Musikerin. Ihre bekannteste Rolle ist die der Tess Mercer in der The-CW-Fernsehserie Smallville.

## Leben und Karriere
Cassidy Freeman wurde 1982 als das jüngste von drei Kindern eines Viehzüchter-Paares, welches eine Rinderfarm in Montana besitzt, geboren. Ihre älteren Brüder sind der Synchronsprecher Crispin Freeman und der Musiker Clark Freeman. Cassidy Freeman besuchte wie ihre Brüder die Latin School of Chicago und studierte dann am Middlebury College Theater und Spanisch, was sie im Jahr 2005 mit Magna Cum Laude abschloss.
Ihre schauspielerische Karriere begann 2006 mit dem preisgekrönten Kurzfilm Razor Sharp, in welchem sie die Veronica Sharpe spielte. 2008 erhielt sie die Rolle der Tess Mercer in der Fernsehserie Smallville, welche sie bis zum Ende der Serie im Mai 2011 verkörperte. Außerdem spielte sie 2010 die Hauptrolle in dem Horrorfilm YellowBrickRoad, in welchem sie zusätzlich als ausführende Produzentin agierte. 2012 war sie in der Fernsehserie Vampire Diaries als Sage zu sehen. Ebenso hatte sie zwischen 2012 und 2017 in insgesamt sechs Staffeln, die Hauptrolle der Cady Longmire, die Tochter der von Robert Taylor dargestellten Figur, in der Krimiserie Longmire inne.
Sie ist aktives Mitglied der Organisation Heal the Bay, welche sich für den Schutz und die Säuberung der Westküste der Vereinigten Staaten einsetzt. Außerdem wirkt sie bei dem Virginia Avenue Project mit, welches sich für unterprivilegierte Kinder in Santa Monica einsetzt.
Cassidy Freeman bildet zusammen mit ihrem Bruder Clark Freeman sowie Andy Mitton die Band The Real D’Coy, in der sie singt und Klavier spielt. Ihre Hobbys sind Wandern, Quilts nähen, Volleyball und Wasserball. Sie hat außerdem einen Schweizer Sennenhund namens Shasta.

## Filmografie (Auswahl)
- 2006: Razor Sharp (Kurzfilm)
- 2006: Clock (Kurzfilm)
- 2007: Finishing the Game: The Search for a New Bruce Lee
- 2007: Weihnachten mit Hindernissen (An Accidental Christmas, Fernsehfilm)
- 2008: Cold Case – Kein Opfer ist je vergessen (Cold Case, Fernsehserie, Folge 6x02 Wahre Berufung)
- 2008: Starlet (Kurzfilm)
- 2008: Austin Golden Hour (Fernsehfilm)
- 2008–2011: Smallville (Fernsehserie, 64 Folgen)
- 2009: CSI: Den Tätern auf der Spur (CSI: Crime Scene Investigation, Folge 10x04 Coups de Grâce?)
- 2009: Buzz (Fernsehfilm)
- 2009: You’ve Reached the Richarde & Gribbeen (Kurzfilm)
- 2009: Shades of Gray (Kurzfilm)
- 2010: YellowBrickRoad
- 2011: CSI: NY (Fernsehserie, Folge 8x01 Jahrestag)
- 2011: The Playboy Club (Fernsehserie, vier Folgen)
- 2012: CSI: Miami (Fernsehserie, Folge 10x15 Der Fluch der guten Tat)
- 2012: Vampire Diaries (The Vampire Diaries, drei Folgen)
- 2012–2017: Longmire (Fernsehserie, 57 Folgen)
- 2013: Once Upon a Time – Es war einmal … (Once Upon a Time, Folge 2x13 Tiny)
- 2013: Brahmin Bulls
- 2014: Don’t Look Back
- 2016: Navy CIS (NCIS, Folge 13x12 Zwei Städte (Teil 1))
- 2016–2017: Navy CIS: New Orleans (NCIS New Orleans, drei Folgen)
- 2016: Fender Bender
- 2017: Cortez
- 2017: Doubt (Fernsehserie, sechs Folgen)
- 2019, 2022: The Righteous Gemstones (Fernsehserie)
- 2021: The Forever Purge
- seit 2025: Paradise (Fernsehserie)